# Robbie Merrill
Robbie Merrill (13 juin 1963 à Laurence dans l'état du Massachusetts aux États-Unis - ) est un bassiste américain qui joue actuellement dans le groupe Godsmack.
Il  a fondé avec Sully Erna en février 1995, l'ancêtre du groupe Godsmack, le groupe The Scam, formé avec Lee Richards et Tommy Stewart. 

## Biographie
Robbie Merrill commence à jouer de la basse à 14 ans avec l'amplificateur de son père. Il devient rapidement un très bon bassiste.
Avant de rejoindre Godsmack, Merrill était menuisier indépendant, tout comme le guitariste du groupe, Tony Rombola.
Merrill vit à St. Augustine, en Floride, avec sa femme Heather et ses filles Nianna, Nikiah et Neven.